# Deuteronomos canaria
Deuteronomos canaria là một loài bướm đêm trong họ Geometridae.